# Team Menard
Team Menard foi uma equipe de corridas automobilísticas que competiu na CART e na Indy Racing League entre 1980 e 2004.

## História
Fundada por John Menard Jr., estreou na CART em 1980, tendo apenas Herm Johnson como piloto.
Durante sua passagem pela categoria, notabilizou-se pelas pinturas coloridas em seus carros, e vários pilotos com passagem pela Fórmula 1 ou em final de carreira, como Eddie Cheever, Nelson Piquet, Johnny Rutherford, Al Unser, Arie Luyendyk, Kevin Cogan e Scott Brayton, correram pela equipe. A Menard não venceu nenhuma corrida na CART, tendo apenas um terceiro lugar de Al Unser, obtido nas 500 Milhas de Indianápolis de 1992, como melhor resultado, e conquistou uma pole-position em 1995, com Brayton (novamente em uma Indy 500).
Na IRL, estreou em 1996, e Brayton, que fizera a pole-position das 500 Milhas de Indianápolis, faleceu após bater forte no Carburation Day e foi substutuído pelo veterano Danny Ongais. Venceu os campeonatos de 1996–97, com Tony Stewart, e 1999, com Greg Ray. A última participação da Menard foi em 2003, e no ano seguinte fundiu-se com a Panther Racing.